# 고아자
고아자(일본어: 小字)는 일본의 행정 구역의 일종으로, 시정촌의 하위에 놓이는 오아자(大字)보다 더 세부적인 구분이다.
근세부터 촌(村)의 하위에 경작지 몇 필을 모아서 설정해 두던 소규모 구획이다. 본래 단순히 '자'(字)라 하며 고아자만을 가리켰으나, 메이지 시대에 행정구역 개편과 대규모 통폐합이 일어나며 다른 촌에 병합된 촌들이 오아자(大字)라는 이름으로 불리게 됨에 따라 이와 구분하기 위해 고아자(小字)라 부르게 된 것이다. 도심부에서는 완전히 폐지되어 있는 경우가 많다.
주소를 쓸 때 보통 시정촌 다음에 오는 오아자보다 더 뒤에 쓴다.

## 같이 보기
- 오아자
- 초메